# Брест (Франція)
Брест (фр. Brest) — місто та муніципалітет на північному заході Франції, у регіоні Бретань, департамент Фіністер. Населення — 139 619 осіб (01.01.2021), населення агломерації  — 303 484 (перепис 1999).

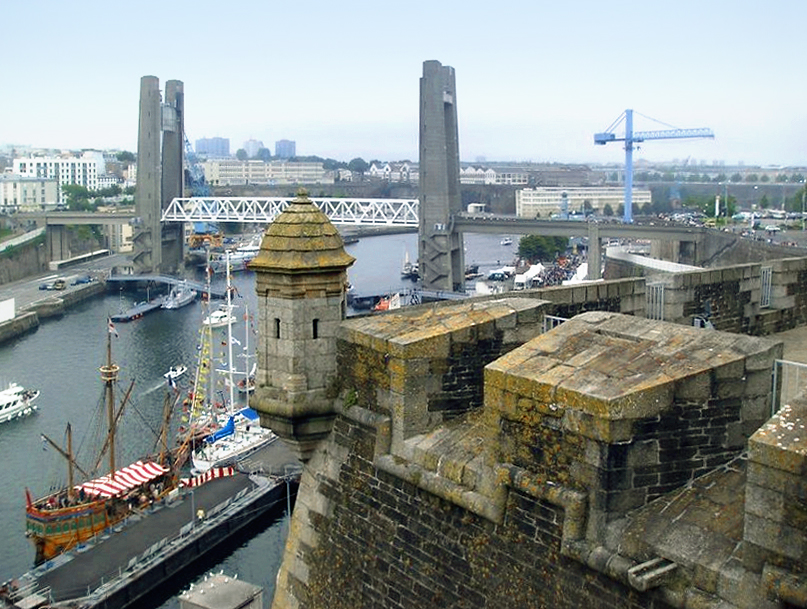
Вид на місто з Брестської фортеці

Порт на березі закритої Брестської бухти. Військово-морська база Франції на Атлантичному океані з арсеналом, верфями, морськими училищами. Брест  — один із найважливіших військових портів Франції на Атлантичному океані. Залізнична станція. Машинобудівна, текстильна, суперфосфатна, харчова промисловість.
Муніципалітет розташований на відстані близько 510 км на захід від Парижа, 210 км на захід від Ренна, 55 км на північний захід від Кемпера.

## Демографія
Динаміка населення (INSEE ):
Розподіл населення за віком та статтю (2006):
| Стать | Всього | До 15 років | 15-24  | 25-44  | 45-64  | 65-85  | Понад 85 |
| --- | ------ | ----------- | ------ | ------ | ------ | ------ | -------- |
| Чоловіки | 68 944 | 11 766      | 13 657 | 21 209 | 14 789 | 6839   | 684      |
| Жінки | 75 596 | 11 245      | 14 283 | 19 010 | 16 278 | 12 619 | 2161     |
| \| Статево-вікова піраміда \| Статево-вікова піраміда \| Статево-вікова піраміда \| \| ----------------------- \| ----------------------- \| ----------------------- \| \| Чоловіки \| Вік \| Жінки \| \| 684 \| 85 + \| 2161 \| \| 1153 \| 80-84 \| 2839 \| \| 1686 \| 75-79 \| 3317 \| \| 1998 \| 70-74 \| 3350 \| \| 2002 \| 65-69 \| 3113 \| \| 2553 \| 60-64 \| 2992 \| \| 3761 \| 55-59 \| 4077 \| \| 4026 \| 50-54 \| 4635 \| \| 4449 \| 45-49 \| 4574 \| \| 4297 \| 40-44 \| 4241 \| \| 4593 \| 35-39 \| 4332 \| \| 5524 \| 30-34 \| 4774 \| \| 6795 \| 25-29 \| 5663 \| \| 8162 \| 20-24 \| 8311 \| \| 5495 \| 15-20 \| 5972 \| \| 3643 \| 10-14 \| 3427 \| \| 3695 \| 5-9 \| 3669 \| \| 4428 \| 0-4 \| 4149 \| |        |             |        |        |        |        |          |
| Статево-вікова піраміда |        |             |        |        |        |        |          |
| Чоловіки | Вік    | Жінки       |        |        |        |        |          |
| 684 | 85 +   | 2161        |        |        |        |        |          |
| 1153 | 80-84  | 2839        |        |        |        |        |          |
| 1686 | 75-79  | 3317        |        |        |        |        |          |
| 1998 | 70-74  | 3350        |        |        |        |        |          |
| 2002 | 65-69  | 3113        |        |        |        |        |          |
| 2553 | 60-64  | 2992        |        |        |        |        |          |
| 3761 | 55-59  | 4077        |        |        |        |        |          |
| 4026 | 50-54  | 4635        |        |        |        |        |          |
| 4449 | 45-49  | 4574        |        |        |        |        |          |
| 4297 | 40-44  | 4241        |        |        |        |        |          |
| 4593 | 35-39  | 4332        |        |        |        |        |          |
| 5524 | 30-34  | 4774        |        |        |        |        |          |
| 6795 | 25-29  | 5663        |        |        |        |        |          |
| 8162 | 20-24  | 8311        |        |        |        |        |          |
| 5495 | 15-20  | 5972        |        |        |        |        |          |
| 3643 | 10-14  | 3427        |        |        |        |        |          |
| 3695 | 5-9    | 3669        |        |        |        |        |          |
| 4428 | 0-4    | 4149        |        |        |        |        |          |

## Економіка
2010 року серед 97 083 осіб працездатного віку (15—64 років) 65 902 були активними, 31 181 — неактивною (показник активності 67,9%, у 1999 році було 63,8%). З 65 902 активних мешканців працювала 56 121 особа (30 491 чоловік та 25 630 жінок), безробітними було 9781 (4912 чоловіків та 4869 жінок). Серед 31 181 неактивної 15 281 особа була учнем чи студентом, 7143 — пенсіонерами, 8757 були неактивними з інших причин.

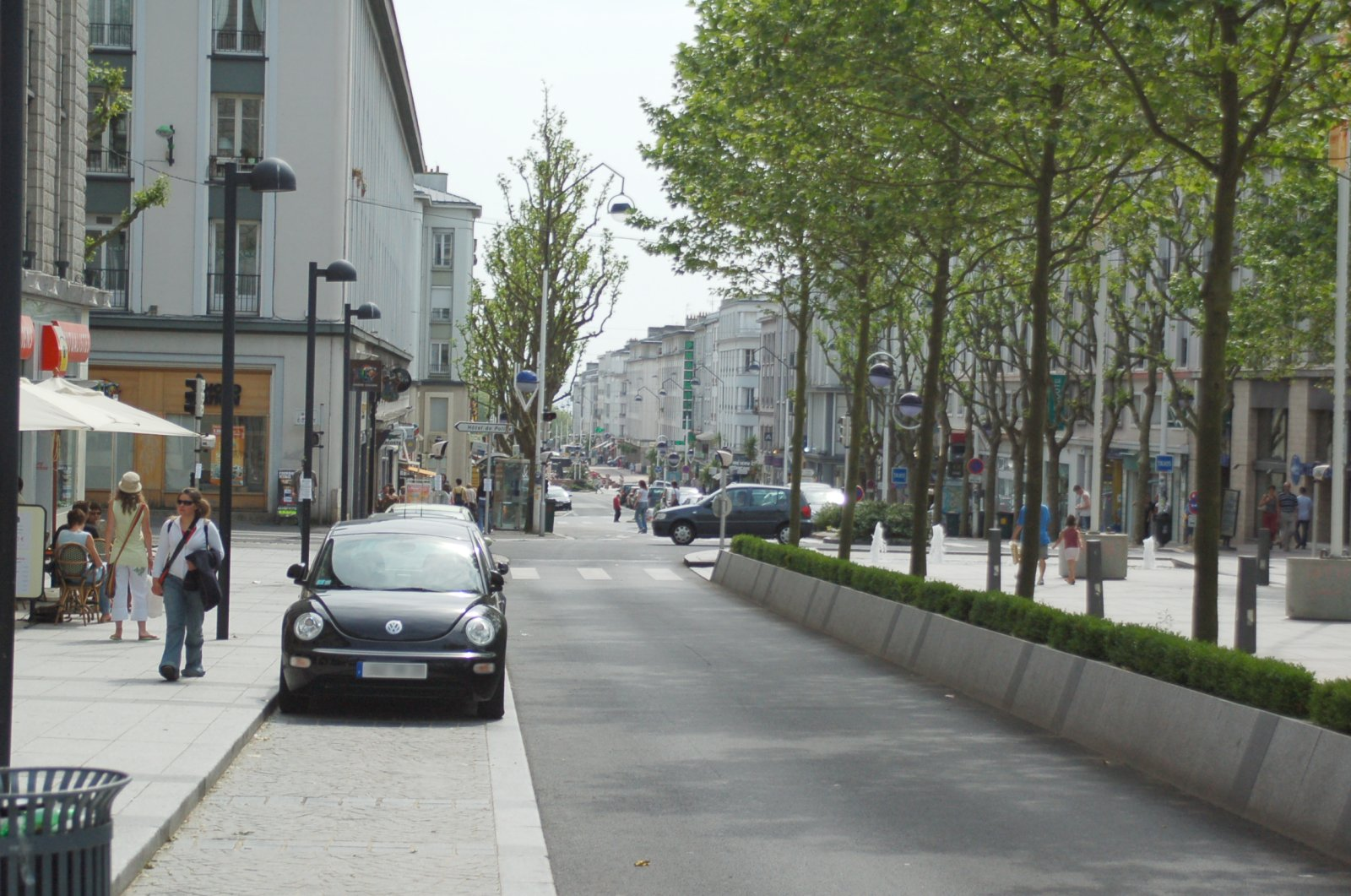
Rue de Siam (Сіамська вулиця) в 2006 році.

У 2010 році в муніципалітеті було на обліку 64549 оподаткованих домогосподарств, у яких проживали 127127,5 особи, медіана доходів виносила 17 565 євро на одного особоспоживача

## Клімат
Брест має океанічний клімат (Köppen: Cfb) у його класичній версії (через розташування на березі Атлантичного океану)
| Клімат Бреста (аеропорт), висота: 103 м над рівнем моря, 1981-2010, рекорди з 1855 | Клімат Бреста (аеропорт), висота: 103 м над рівнем моря, 1981-2010, рекорди з 1855 | Клімат Бреста (аеропорт), висота: 103 м над рівнем моря, 1981-2010, рекорди з 1855 | Клімат Бреста (аеропорт), висота: 103 м над рівнем моря, 1981-2010, рекорди з 1855 | Клімат Бреста (аеропорт), висота: 103 м над рівнем моря, 1981-2010, рекорди з 1855 | Клімат Бреста (аеропорт), висота: 103 м над рівнем моря, 1981-2010, рекорди з 1855 | Клімат Бреста (аеропорт), висота: 103 м над рівнем моря, 1981-2010, рекорди з 1855 | Клімат Бреста (аеропорт), висота: 103 м над рівнем моря, 1981-2010, рекорди з 1855 | Клімат Бреста (аеропорт), висота: 103 м над рівнем моря, 1981-2010, рекорди з 1855 | Клімат Бреста (аеропорт), висота: 103 м над рівнем моря, 1981-2010, рекорди з 1855 | Клімат Бреста (аеропорт), висота: 103 м над рівнем моря, 1981-2010, рекорди з 1855 | Клімат Бреста (аеропорт), висота: 103 м над рівнем моря, 1981-2010, рекорди з 1855 | Клімат Бреста (аеропорт), висота: 103 м над рівнем моря, 1981-2010, рекорди з 1855 | Клімат Бреста (аеропорт), висота: 103 м над рівнем моря, 1981-2010, рекорди з 1855 |
| Показник                                                                           | Січ.                                                                               | Лют.                                                                               | Бер.                                                                               | Квіт.                                                                              | Трав.                                                                              | Черв.                                                                              | Лип.                                                                               | Серп.                                                                              | Вер.                                                                               | Жовт.                                                                              | Лист.                                                                              | Груд.                                                                              | Рік                                                                                |
| Абсолютний максимум, °C                                                            | 16,8                                                                               | 20,7                                                                               | 25,0                                                                               | 28,2                                                                               | 30,6                                                                               | 34,3                                                                               | 35,2                                                                               | 35,1                                                                               | 35,0                                                                               | 28,2                                                                               | 22,4                                                                               | 19,0                                                                               | 35,2                                                                               |
| Середній максимум, °C                                                              | 9,3                                                                                | 9,5                                                                                | 11,5                                                                               | 13,2                                                                               | 16,2                                                                               | 18,7                                                                               | 20,7                                                                               | 20,8                                                                               | 19,1                                                                               | 15,7                                                                               | 12,2                                                                               | 9,9                                                                                | 14,8                                                                               |
| Середня температура, °C                                                            | 6,9                                                                                | 6,8                                                                                | 8,4                                                                                | 9,6                                                                                | 12,6                                                                               | 15,0                                                                               | 16,9                                                                               | 17,0                                                                               | 15,4                                                                               | 12,7                                                                               | 9,5                                                                                | 7,3                                                                                | 11,5                                                                               |
| Середній мінімум, °C                                                               | 4,4                                                                                | 4,1                                                                                | 5,4                                                                                | 6,1                                                                                | 8,9                                                                                | 11,2                                                                               | 13,2                                                                               | 13,2                                                                               | 11,6                                                                               | 9,6                                                                                | 6,7                                                                                | 4,8                                                                                | 8,3                                                                                |
| Абсолютний мінімум, °C                                                             | −14                                                                                | −13,4                                                                              | −4,9                                                                               | −3                                                                                 | −0,2                                                                               | 3,8                                                                                | 6,0                                                                                | 6,0                                                                                | 3,3                                                                                | −1,5                                                                               | −6,6                                                                               | −10,1                                                                              | −14                                                                                |
| Середня кількість сонячних годин на місяць                                         | 61,4                                                                               | 77,4                                                                               | 118,7                                                                              | 156,3                                                                              | 179,8                                                                              | 190,6                                                                              | 169,4                                                                              | 172,9                                                                              | 160,2                                                                              | 107,7                                                                              | 70,7                                                                               | 64,8                                                                               | 1529,8                                                                             |
| Норма опадів, мм                                                                   | 143.8                                                                              | 111.7                                                                              | 95.8                                                                               | 92.1                                                                               | 79.0                                                                               | 59.8                                                                               | 66.8                                                                               | 66.8                                                                               | 83.3                                                                               | 129.0                                                                              | 134.1                                                                              | 147.8                                                                              | 1210.0                                                                             |
| Днів з опадами                                                                     | 17,7                                                                               | 14,0                                                                               | 14,5                                                                               | 13,0                                                                               | 11,3                                                                               | 8,6                                                                                | 10,4                                                                               | 9,6                                                                                | 10,1                                                                               | 15,7                                                                               | 16,9                                                                               | 17,2                                                                               | 159,0                                                                              |
| Днів зі снігом                                                                     | 1,7                                                                                | 2,8                                                                                | 0,7                                                                                | 0,3                                                                                | 0,0                                                                                | 0,0                                                                                | 0,0                                                                                | 0,0                                                                                | 0,0                                                                                | 0,0                                                                                | 0,5                                                                                | 1,3                                                                                | 7,3                                                                                |
| ---------------------------------------------------------------------------------- | ---------------------------------------------------------------------------------- | ---------------------------------------------------------------------------------- | ---------------------------------------------------------------------------------- | ---------------------------------------------------------------------------------- | ---------------------------------------------------------------------------------- | ---------------------------------------------------------------------------------- | ---------------------------------------------------------------------------------- | ---------------------------------------------------------------------------------- | ---------------------------------------------------------------------------------- | ---------------------------------------------------------------------------------- | ---------------------------------------------------------------------------------- | ---------------------------------------------------------------------------------- | ---------------------------------------------------------------------------------- |
| Джерело: Meteo-France                                                              |                                                                                    |                                                                                    |                                                                                    |                                                                                    |                                                                                    |                                                                                    |                                                                                    |                                                                                    |                                                                                    |                                                                                    |                                                                                    |                                                                                    |                                                                                    |

## Транспорт
Залізнична станція Брест, сполучає місто з Ренном і Парижем, розташована на залізниці Париж — Брест. Час у дорозі на потязі TGV Atlantique до Парижа приблизно три години і сорок хвилин.
У червні 2012 року в місті відкрилася сучасна трамвайна мережа.
Місто обслуговує аеропорт Брест-Бретань.
Порт Бреста використовується контейнерним, насипним, вуглеводневим та вантажним морським транспортом. У гавані можуть швартуватися найсучасніші кораблі. Порт круїзних кораблів також знаходиться в Бресті, поблизу центру міста.

## Уродженці
- Івон Сегалан (*1906 — †2000) — французький футболіст, півзахисник.

- Корентен Мартенс (*1969) — французький футболіст, півзахисник, згодом — футбольний тренер.

## Галерея зображень

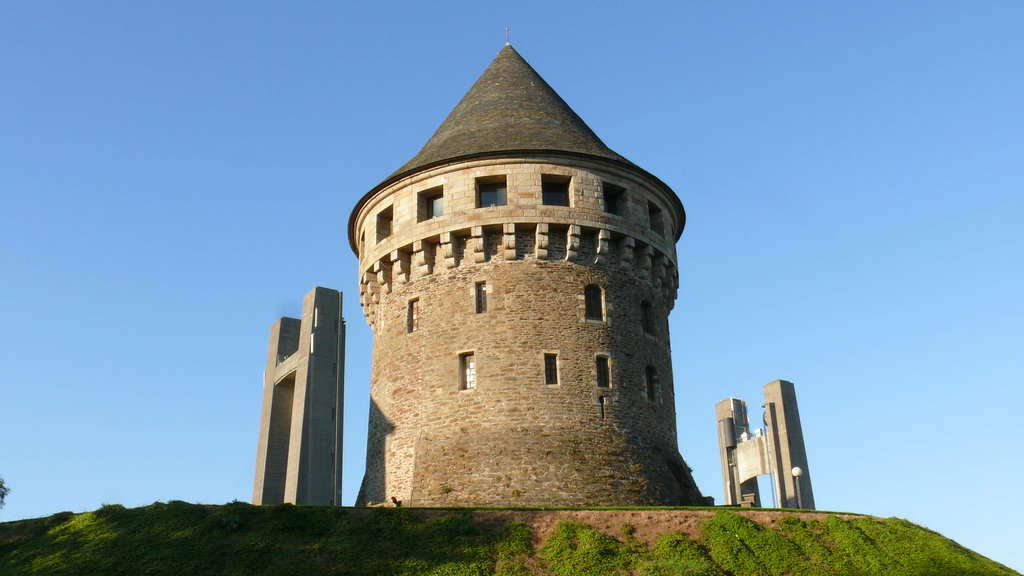
У вежі Tanguy знаходиться музей історії Бреста; на задньому плані Pont de Recouvrance (Міст Recouvrance).
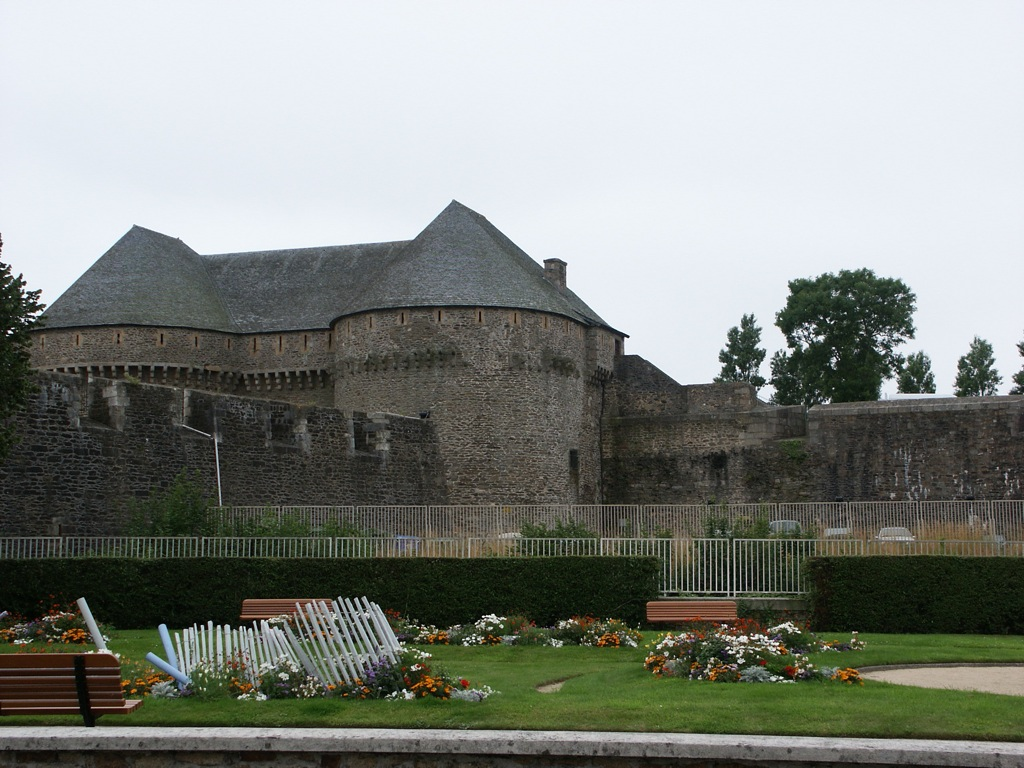
У замку Бреста розташований Musée national de la Marine (Національний морський музей).
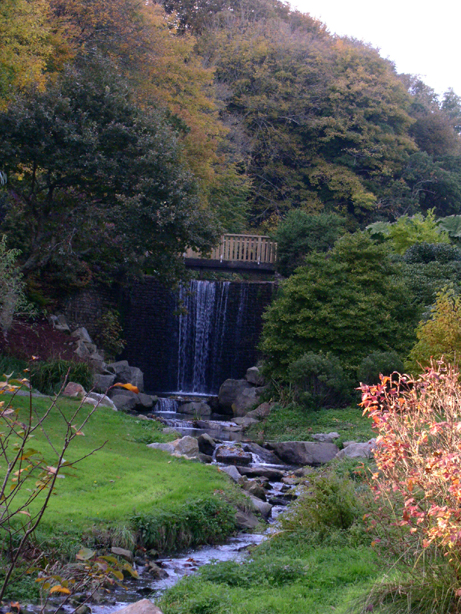
Національна ботанічна консерваторія.
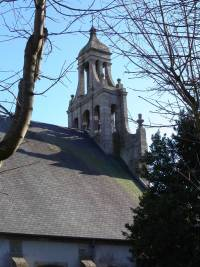
Церква Saint-Sauveur в Recouvrance, архітектор Amédée-François Frézier, найстаріша церква Бреста, збудована в 1750 році.
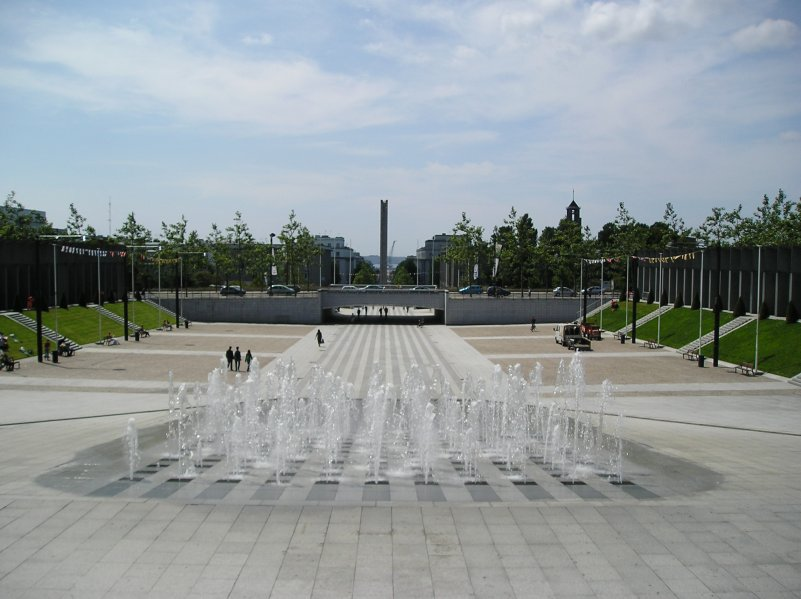
Пам’ятник на площі Свободи Place de la Liberté, на початку вулиці Сіам rue de Siam, з rade de Brest (Brest roadstead) на задньому плані, праворуч шпиль церкви Сен-Луї, що домінує у відновленому центрі міста.